# Junior Juniper
Jonathan "Junior" Juniper es un personaje ficticio que aparece en los cómics estadounidenses publicados por Marvel Comics. Creado por Stan Lee y Jack Kirby, su primera aparición fue en Sgt. Fury y sus Comandos Aulladores vol 1 # 1. Es conocido por ser el primer personaje importante en encontrar la muerte en un cómic de Marvel y el único Comando Aullador que muere en la batalla.

## Historial de publicaciones
Jonathan "Junior" Juniper aparece en  Sgt. Fury y sus Comandos Aulladores vol. 1 # 1-4. En el cuarto número, fue asesinado. La muerte de Junior Juniper ha perseguido a Nick Fury hasta historias modernas.
En What If? #14 (abril de 1979), una versión alternativa del personaje aparece en What If ... Sgt. Fury y sus aulladores comandos habían peleado la Segunda Guerra Mundial en el espacio ultraterrestre?.

## Biografía del personaje ficticio
Jonathan "Junior" Juniper fue miembro fundador de los Comandos Aulladores originales y luchó junto al equipo durante la Segunda Guerra Mundial. Era el más joven en el equipo ya que todavía asistía a una universidad sin nombre de la Ivy League antes de alistarse en la Fuerza Aérea. Más tarde, Juniper fue transferido de la Fuerza Aérea a los Comandos porque había volado la Fortaleza Voladora B-17 en bombardeos como artillero de cola.
Juniper salva al grupo en su primera misión. El grupo estaba rodeado de nazis. Mientras esperaban en la nieve, Juniper leyó la historia bíblica de Gedeón asustando a su enemigo con un ruido estridente. El comando robó un tronco de sonido y usó sus altavoces para asustar a los nazis con sus gritos. Con esta misión, el grupo gana el apodo de "Comandos Aulladores".
Con los Comandos Aulladores, Juniper participó en una misión de rescate del líder de la Resistencia Francesa que sabe cuándo está programado el Día D. En otra misión, los Comandos Aulladores invadieron una ciudad costera francesa para crear un desvío mientras la armada aliada destruía los corrales alemanes de submarinos. Después, son reasignados en una misión para destruir una instalación alemana de investigación de energía atómica. En el proceso, también terminan liberando un campo de concentración.
Nick Fury tenía una relación con Pamela Hawley, una condesa británica. Durante una misión de rescate para traer de vuelta a Percy Hawley, conocido como Lord Ha-Ha, su hermano y simpatizante nazi, Junior fue asesinado. Fury se culpó de la muerte de Juniper, creyendo que no presionó lo suficiente a los comandos. Fury decidió profundizar su entrenamiento hasta convertirse en el escuadrón más duro y peligroso de la guerra. Algunas misiones más tarde, el soldado británico, Percival Pinkerton, reemplazó a Juniper en el equipo. Jonathan Juniper era el tío abuelo del agente de S.H.I.E.L.D., Roger Juniper.

## Habilidades y accesorios
Junior Juniper era un comando entrenado y un as de cola en un B-17. Él es competente con un cuchillo, granada, dinamita y una ametralladora Thompson M1.

## Impacto de muerte
Jonathan "Junior" Juniper fue asesinado en acción después de algunos problemas del Sgt. Fury y sus Comandos Aulladores. Como escribió la revista Jack Kirby Collector en 1999, "Hoy no es gran cosa, pero en 1963, los héroes de los cómics simplemente no murieron; no de forma permanente, de todos modos. De repente, con la muerte de 'Junior' Juniper, la serie adquirió cierto prestigio. "Ahora jugó como un drama de guerra de la vida real donde la gente fue asesinada y nunca regresó. Te preguntaste quién sería el próximo".
Esta pregunta está claramente escrita en el cómic cuando los Comandos Aulladores reaccionan a la muerte de su miembro más joven. El personaje Dino Manelli dijo "¿Cuál de nosotros será el próximo?" y su compañero de equipo Izzy Cohen respondió "¿Cuál es la diferencia? Todos somos prescindibles". Paul Brian McCoy revisó este número para Comics Bulletin y lo considera como "lo mejor que Marvel publicó en 1963". La historia "¡La última risa del Señor Ha-Ha!" mezcla complejidad emocional, acción y aventura. Esta es la primera vez que un personaje principal muere en un cómic de Marvel. Como el escritor y editor de cómics Tom DeFalco lo dijo en una entrevista, algunos de los primeros fanáticos de Marvel se sorprendieron por la muerte de "Junior" Juniper.

## Versiones alternativas

### What If?
Una versión alternativa del personaje aparece en "What If ... Sgt. Fury and His Howling Commandos Had Fought World War II In Outer Space?", ¿Y si? # 14 (abril de 1979). En esta realidad, el espacio se divide en los sectores alfa y beta, ya que la tierra se dividió en los frentes oriental y occidental durante la Segunda Guerra Mundial. Junior Juniper es miembro de los Comandos Aulladores de esta realidad. Son soldados del sector alfa y recibieron órdenes de una computadora de comando. Su primera misión es proteger la estación terrena a mitad de camino contra los betans. Al comienzo del ataque, su objetivo fue cambiado, tuvieron que capturar a un traidor, el Barón Strucker. El villano murió en el espacio y la misión fue un éxito.

### X-Men Forever
Una segunda versión alternativa del personaje aparece en "La furia de los comandos aulladores", X-Men Forever vol. 2 # 7 (noviembre de 2009). Durante una investigación de S.H.I.E.L.D. en Sudamérica, el agente Tommy Juniper es asesinado. Al enterarse de esto, el líder de S.H.I.E.L.D., Nick Fury, pensó "No es otro enebro. ¡No otra vez!". Kitty Pryde, Jean Grey, Rogue, Bestia y Nightcrawler se unen a Nick Fury en una segunda investigación en la jungla sudamericana. Los eventos le recordaron otra misión con Jonathan Juniper, quien es el tío abuelo de Tommy, el resto de los Comandos Aulladores y un soldado canadiense llamado  Logan.

## En otros medios

### Televisión
- Junior Juniper aparece en el episodio de Agent Carter, "The Iron Ceiling", interpretado por James Austin Kerr. Él estaba entre los soldados que ayudan a Peggy Carter y Dum Dum Dugan a asaltar un complejo militar ruso que iba a vender armas robadas a Leviathan. Junior fue asesinado por una joven que forma parte del programa Viuda Negra.[26][27]